# Molenna Zmartwychwstania Pańskiego i Opieki Matki Bożej w Moskwie
Molenna Zmartwychwstania Pańskiego i Opieki Matki Bożej w Moskwie – molenna bezpopowców-pomorców w Moskwie. 
Obiekt został zbudowany jako pierwsza w Moskwie świątynia staroobrzędowa od czasu wydania przez cara Mikołaja II ukazu tolerancyjnego, na mocy którego starowiercy zyskali po raz pierwszy w historii Rosji pełnię praw publicznych. Od 1837 do tego momentu gminy pomorców w Moskwie korzystały z molenn w prywatnych domach. Projekt obiektu wykonał absolwent politechniki w Zurychu Ilja Bondarienko. Zafascynowany historyczną rosyjską architekturą, przygotował on projekt budynku w stylu neoruskim z elementami modernizmu, w szczególnie nawiązujący do szesnastowiecznych budowli sakralnych ziemi nowogrodzko-pskowskiej z uwzględnieniem specyficznych cech sztuki staroobrzędowców-pomorców. Obiekt cechowała prostota i surowość formy oraz rezygnacja z bogatego wystroju wnętrza, w tym z fresków - ściany pomalowano na błękitno. Z kolei drewniany czterorzędowy ikonostas, wykończony ozdobami w formie kopułek, miał nawiązywać do wyglądu cerkwi rosyjskiego Pomorza. W 1907 rada gminy pomorskiej zatwierdziła przedłożony plan. Trzy miesiące później, 20 maja 1907, miała miejsce uroczystość położenia kamienia węgielnego, zaś wiosną roku następnego zakończono prace budowlane w obiekcie. Większość wyposażenia obiektu pochodziła z darów wiernych, którzy przekazywali do molenny księgi, ikony i sprzęty liturgiczne. 8 czerwca 1908 nastawnicy gmin pomorskich w Moskwie, Zujewie i Wilnie wspólnie poświęcili gotowy budynek. Również inne wspólnoty pomorskie z całego Imperium Rosyjskiego skierowały na tę uroczystość swoich przedstawicieli. 
W molennie moskiewskiej w 1909 i 1912 odbywały się wszechrosyjskie sobory pomorców. Świątynia pozostawała czynna do marca 1930, gdy została zamknięta przez władze radzieckie. Gminie pomorskiej przekazano w zamian budynek na cmentarzu Przemienienia Pańskiego, dokąd przewieziono większą część wyposażenia molenny. Obiekty niezdatne do przewozu (panikadiło, dzwony) zostały zniszczone. W molennie mieściły się pracownie, następnie zakład produkcyjny. W latach 70. XX wieku zdewastowaną świątynię uznano za zabytek podlegający ochronie państwowej. W 1988 obiekt przekazano Staroprawosławnej Rosyjskiej Cerkwi Pomorskiej, a w jego renowacji finansowo partycypowało państwo.